# Tutti assolti
Tutti assolti è il primo album di studio del gruppo ska punk italiano Talco. È stato prodotto dalla Kob Records e distribuito per il mercato europeo dalla tedesca Mad Butcher Records. Il disco è stato pubblicato dalla formazione con licenza Creative Commons by-nd-3.0.

## Tracce
1. L'odore della morte – 3:38
2. 11 settembre '73 – 3:55
3. 60 anni – 3:38
4. Notti cilene – 3:11
5. Rachel – 1:07
6. Corri – 3:16
7. Partigiano – 2:49
8. Tutti assolti – 4:01
9. La crociata del dittatore bianco – 3:28
10. Signor Presidente – 6:19

## Formazione
- Tomaso De Mattia - voce, chitarra, testi
- Emanuele Randon - chitarra, cori
- Daniele Sartori - basso
- Nicola Marangon - batteria
- Riccardo Terrin - tromba
- Davide Sambin - sassofono contralto
- Ilaria Pasqualetto - sassofono tenore